# Estado Libre de Mecklemburgo
El Estado Libre de Mecklemburgo (en alemán: Freistaat Mecklenburg) fue un estado de la Alemania nazi. Fue creado en 1934 tras la llegada al poder de los nazis a partir de la unificación de los estados libres de Mecklemburgo-Strelitz y Mecklemburgo-Schwerin.
Después de la caída de la monarquía en los grandes ducados (parciales) de Mecklemburgo-Schwerin y Mecklemburgo-Strelitz en 1918, ambas partes del país obtuvieron brevemente su independencia política como estados libres a partir de 1918/19. Mantuvieron parlamentos estatales separados, adoptaron sus propias constituciones, pero se adhirieron al Tribunal Superior de Apelación común. Ya en 1926, el gobierno de Mecklemburgo-Strelitz intentó forzar un acuerdo con Mecklemburgo-Schwerin a través de los tribunales, pero fracasó. No fue hasta 1934 que el estado unificado de Mecklemburgo surgió bajo la presión del nuevo Reichsstatthalter (gobernador), Friedrich Hildebrandt.
En 1937, mediante la Ley del Gran Hamburgo, el Estado de Mecklemburgo perdió los enclaves de Mecklenburg-Strelitz en Schleswig-Holstein (el Domhof Ratzeburg y las comunidades de Hammer, Mannhagen, Panten, Horst, Waldsfelde), que se integraron en el Distrito del Ducado de Lauenburgo. Como compensación, Mecklemburgo recibió las comunidades de Utecht y Schattin (hoy parte de Lüdersdorf), que anteriormente pertenecían a Lübeck. También recibió el exclave de Pomerania alrededor de Zettemin, cerca de Stavenhagen.

## Gobernantes del Estado Libre de Mecklemburgo
| Nombre            | Nombre                | Asume el cargo | Deja el cargo | Partido | Partido |
| ----------------- | --------------------- | -------------- | ------------- | ------- | ------- |
|                   | Hans Egon Engell      | 1934           | 1934          |         | NSDAP   |
|                   | Friedrich Scharf      | 1945           | 1945          |         | NSDAP   |
| Reichsstatthalter |                       |                |               |         |         |
|                   | Friedrich Hildebrandt | 1934           | 1945          |         | NSDAP   |